# Earophila vasiliata
Earophila vasiliata är en fjärilsart som beskrevs av Achille Guenée 1858. Earophila vasiliata ingår i släktet Earophila och familjen mätare. Inga underarter finns listade i Catalogue of Life.